# Cedar Point (Kansas)
Cedar Point é uma cidade localizada no estado americano de Kansas, no Condado de Chase.

## Demografia
Segundo o censo americano de 2000, a sua população era de 53 habitantes.
Em 2006, foi estimada uma população de 55, um aumento de 2 (3.8%).

## Geografia
De acordo com o United States Census Bureau tem uma área de
0,2 km², dos quais 0,2 km² cobertos por terra e 0,0 km² cobertos por água. Cedar Point localiza-se a aproximadamente 380 m acima do nível do mar.

## Localidades na vizinhança
O diagrama seguinte representa as localidades num raio de 28 km ao redor de Cedar Point.